# José María Jesús Carbajal
José María Jesús Carbajal (1809-1874) fue un político y revolucionario, opositor a la dictadura centralista de Antonio López de Santa Anna, pero fue un objetor de conciencia que se negó a tomar las armas contra su propio pueblo. Los objetores de conciencia mexicanos pagaron un precio por su negativa: el general de brigada texano Thomas Jefferson Rusk confiscó las casas de quienes deseaban permanecer neutrales en la guerra. En julio de 1836, Rusk ordenó que los Carbajal y otras familias tejanas de Victoria fueran escoltadas fuera de sus propias tierras. Se refugiaron en Nueva Orleans.
Carbajal era descendiente directo de Andrés Hernández y Juana de Hoyos (1709-?) (m.1729) de los soldados españoles fundadores de Villa de Béjar en 1718 y de los colonos canarios que emigraron a San Antonio, Texas en el siglo XVIII. Cuando era adolescente en San Antonio, fue asesorado por Stephen F. Austin y estuvo bajo la guía espiritual de Alexander Campbell mientras asistía a la escuela en Virginia. Fue agrimensor de oficio y político como resultado de acontecimientos históricos. Carbajal se casó con un miembro de la influyente familia De León de Victoria, Texas.
En los Estados Unidos fue acusado formalmente en dos ocasiones debido a sus actividades guerrilleras, pero nunca fue condenado en un tribunal de justicia. Era un partidario temprano de Benito Juárez, y fue nombrado gobernador militar de Tamaulipas. Reunió una guerrilla de mexicanos y mercenarios estadounidenses para luchar contra las huestes de Charles-Louis Du Pin.
Se llamó a sí mismo "un verdadero mexicano" cuya lealtad recaía en el pueblo de México. Le dio la espalda a la República de Texas después de que los rebeldes liberales confiscaran sus tierras y las de muchos otros tejanos. Se mudó a México, donde llevó a cabo una guerra de guerrillas contra las fuerzas militares mexicanas. Carbajal participó activamente en el establecimiento de la república del Río Grande e hizo un intento fallido de establecer la separatista república de la Sierra Madre. Acusado dos veces en Estados Unidos por sus actividades, Carbajal nunca fue condenado en un tribunal de justicia. Fue uno de los primeros partidarios de Benito Juárez y fue nombrado gobernador militar de Tamaulipas.